# Pieter Withoos
Pieter Withoos (Amersfoort, 1655 - Amsterdam, 23 d'abril de 1692) va ser un pintor i il·lustrador neerlandès especialitzat en motius botànics de l'Edat d'Or neerlandesa.

## Biografia
Pieter era el segon fill dels vuit de Matthias Withoos i Wendelina van Hoorn. Quan el 1672 els francesos amenaçaven en apoderar-se de la ciutat d'Amersfoort, Matthias Withoos es va traslladar amb la seva família a Hoorn, lloc de naixement de l'esposa Wendelina.

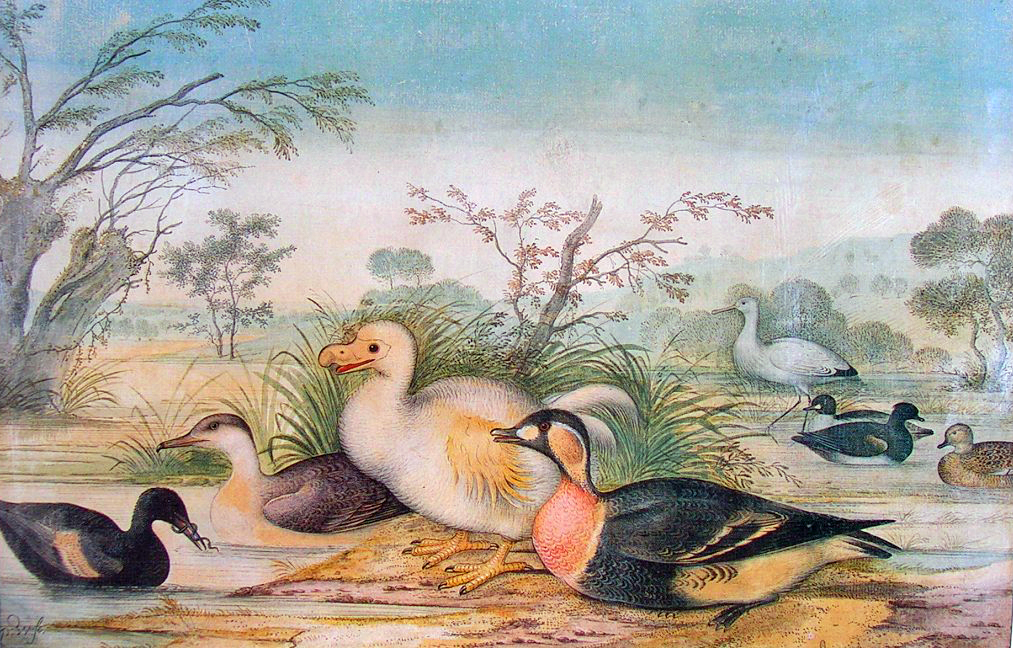
Dodo blanc amb altres ocells (1693)

Pieter, junt amb els seus germans Johannes, Alida, Maria i Frans, va ser alumne del seu pare Matthias, l'estil del qual va seguir en la pintura de flors, plantes, insectes i ocells. Representant aquests temes en forma particularment realista i va utilitzar per damunt de tot la tècnica de l'aquarel·la en pergamí.
Alida i Pieter Withoos, així com Johannes Bronkhorst i Herman Hengstenburgh treballaven per a Agnes Block a la seva vil·la de Vijverhof. Pieter Withoos va dissenyar per a ella vuit plantes, una fulla amb diferents insectes i disset dissenys amb ocells incloent un al costat de Johannes Bronkhorst amb quatre ànecs a l'aigua. Pieter, que va treballar també per a altres col·leccionistes, va realitzar una aquarel·la que representa un dodo, una au extinta, probablement un model importat de l'illa Reunió.
Avui dia les obres de Pieter Withoos es troben en col·leccions públiques i privades. En la biblioteca Artis es conserven quinze aquarel·les de papallones i arnes. Al Museu Teylers a Haarlem es guarden els seus dibuixos de papallones.